# معركة أمروها
وقعت معركة امروها في 20 ديسمبر 1305 بين جيش من سلطنة دلهي ، بقيادة مالك كافور و جيش المغول بقيادة علي بيج وترتاق.

## الخلفية
لسنوات المغول قد تم مهاجمة شمال غرب حدود الهند. وفي محاولة لتعزيز الدفاعات له سلطان جهز علاء الدين الخلجي الحصون على طول الحدود وعززها بأكبر الحاميات. وتم بناء تحصينات جديدة أكثر فعالية في المنطقة. وتم إنشاء جيش جديد كليا مع حاكم خاص به مهمته إدارة وحراسة المناطق الحدودية.
على الرغم من هذه التدابير ، في 1305 غارة لجيش المغولية كبيرة تحت قيادة علي بيج وترتاق ظهرت فجأة في البنجاب و حي امروها. تقدم المغول تجاه الجنوب الشرقي ، بعد الهيمالايا و نهبوا كل شيء في طريقهم حتى وصلوا إلى امروها.

## المعركة
أرسل علاء الدين الخلجي جيشا قويا بقيادة اثنين من قادته: غازي مالك و مالك كافور لمواجهة الغزاة. لقد فاجؤوا المغول وألحقوا بهم هزيمة ساحقة الذين كانوا في طريقهم إلى آسيا الوسطى مع الغنائم. وتم أسر قادة المغول علي بيج وترتاق ، وأقتادوهم إلي قلعة سيري في دلهي وتم حجزهم هناك لبعض الوقت. على الرغم من أنه وفقا لآغا حسين الحمداني كلا من علي بيج وترتاق سحقوا حتى الموت على يد الفيلة جنبا إلى جنب مع 9,000 من المغول السجناء.

## الهوامش
1. 1 2 3 4  Satish Chandra, Medieval India: From Sultanat to the Mughals, Part one, (Har-Anand Publications, 2013), 71.
2. ↑  Peter Jackson, The Delhi Sultanate: A Political and Military History, (Cambridge University Press, 1999), 228.
3. ↑  Rene Grousset, The Empire of the Steppes: A History of Central Asia, transl. Naomi Walford, (Rutger University Press, 1991), 339.
4. ↑  Peter Jackson, The Delhi Sultanate: A Political and Military History, 227.
5. ↑  Agha Hussain Hamadani, The Frontier Policy of the Delhi Sultans, (Atlantic Publishers, 1992), 191.